# Estación de Parque de las Avenidas
Parque de las Avenidas es una estación de la línea 7 del Metro de Madrid situada bajo la avenida de Bruselas, en el barrio de La Guindalera, perteneciente al madrileño distrito de Salamanca.

## Historia
La estación abrió al público el 17 de marzo de 1975 con el segundo tramo de la línea que se abrió al público entre Pueblo Nuevo y Avenida de América, y ha sido reformada a lo largo de 2007 para cambiar las bóvedas y paredes en escaleras, pasillo y vestíbulo.
Del 1 al 4 de mayo de 2025, la estación permanece cerrada por el cierre del tramo San Blas-Cartagena, cortado por obras de renovación de señalización ferroviaria. Se establece un Servicio Especial de autobús gratuito entre ambas estaciones.

## Accesos
Vestíbulo Parque de las Avenidas

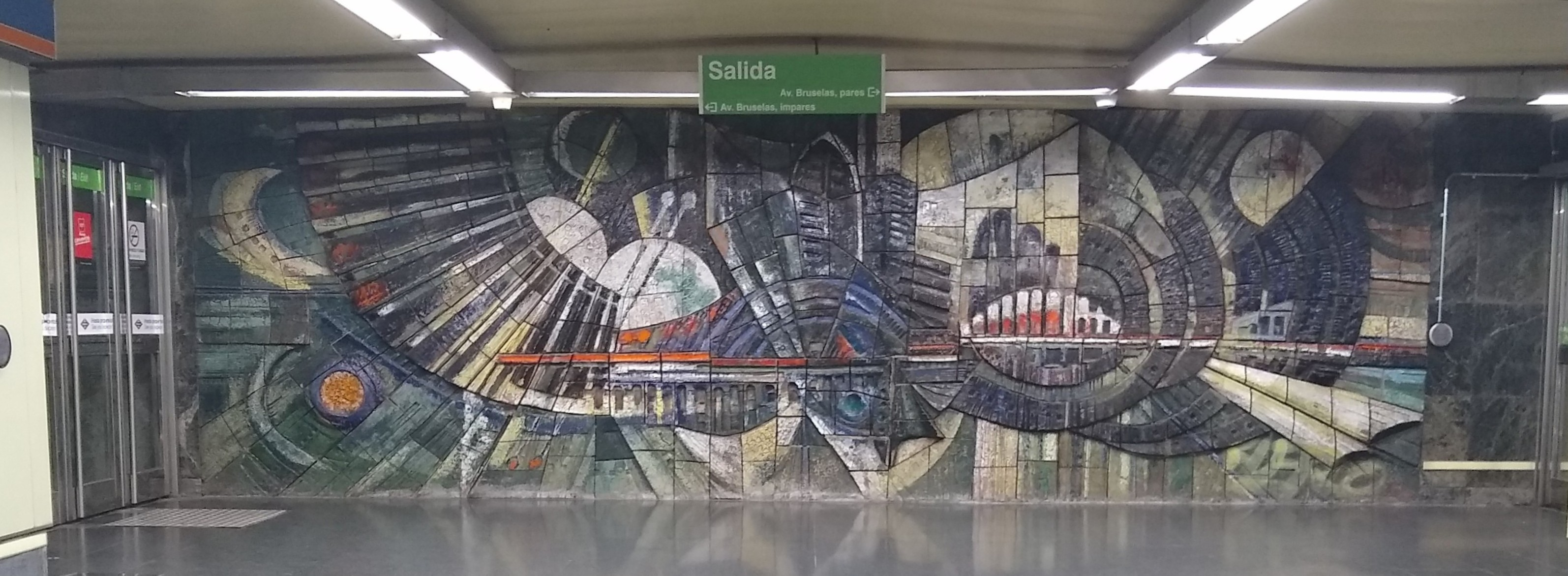
Mosaico en el vestíbulo

- Avenida de Bruselas, pares Avda. Bruselas, 56
- Avenida de Bruselas, impares Avda. Bruselas, s/n

## Líneas y conexiones

### Metro
| << cabecera                                                  | < estación              | línea | estación > | cabecera >> |
| ------------------------------------------------------------ | ----------------------- | ----- | ---------- | ----------- |
| Hospital del Henares Cambio de tren en Estadio Metropolitano | Barrio de la Concepción |       | Cartagena  | Pitis       |

### Autobuses
| Diurnos   |                          |                                  |
| Línea     | Destino                  | Parada                           |
| 43        | Estrecho                 | 690 BRUSELAS (Av. Bruselas, 48)  |
| 53        | Arturo Soria             | 690 BRUSELAS (Av. Bruselas, 48)  |
| 74        | Parque de las Avenidas   | 690 BRUSELAS (Av. Bruselas, 48)  |
| 43        | Avenida de Felipe II     | 5264 BRUSELAS (Av. Bruselas, 51) |
| 53        | Sol / Sevilla            | 5264 BRUSELAS (Av. Bruselas, 51) |
| 74        | Paseo del Pintor Rosales | 5264 BRUSELAS (Av. Bruselas, 51) |
| Nocturnos |                          |                                  |
| Línea     | Destino                  | Parada                           |
| N3        | Feria de Madrid          | 690 BRUSELAS                     |
| N3        | Plaza de Cibeles         | 5264 BRUSELAS                    |